# Донской сфинкс

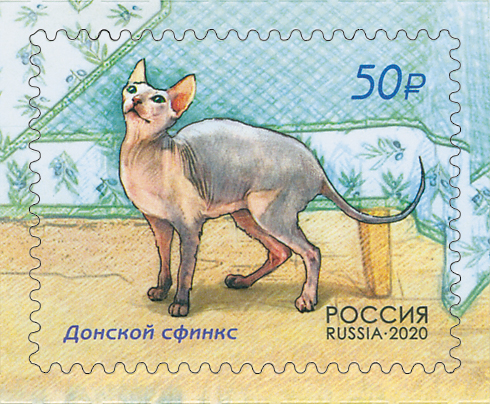
Донской сфинкс на почтовой марке России 2020 года из серии «Фауна России. Кошки».

Донской сфинкс — порода российских бесшёрстных кошек, выведенная в Ростове-на-Дону. Имеется стандарт DSP по классификации FIFe, DSX по классификации WCF.
Кошку отличает мускулистое тело, лишённое шерсти, шелковистая и горячая на ощупь кожа, высокие, стройные лапы с длинными и тонкими пальцами, длинный хвост, выразительная морда, большие уши, крупные миндалевидные или чуть раскосые глаза. Отличаются большой привязанностью к людям при полном отсутствии агрессии. Ласковы, не злопамятны, игривы, но не навязчивы, достаточно тактичны и выдержаны.

## История
Донские сфинксы — одна из немногочисленных российских пород кошек. История этой породы началась в феврале 1986 года в городе Ростов-на-Дону. Однажды уроженка Красноярска, Елена Ковалёва, возвращаясь домой, подобрала на площади Толстого маленького котёнка, которого мучали мальчишки. Котёнка дома назвали Варварой.
Какое-то время спустя шерсть на спинке стала вылезать. Лечение ни к чему не привело, спина кошки оставалась без шерсти. В 1988 году Варвару впервые удалось показать специалистам, занятым разведением породистых кошек, но впечатления эта необычно выглядящая кошка не произвела. 20 февраля 1990 года Варвара родила помёт из трёх котят от европейского короткошёрстного кота Василия. Их дочь Чита и является основоположницей породы. Выведением новых кошек занялась Ирина Владимировна Немыкина, впоследствии ставшая фелинологом, ныне вошедшая в историю мировой фелинологии. А тогда, путём бэк-кросса, после многолетней племенной работы, Ириной Немыкиной была получена эта порода, в 1996 году зарегистрированная[где?] как донской сфинкс.

## Генетика
У донского сфинкса процесс облысения происходит из-за наличия в его генотипе доминантного аллеля Hbl.
Бесшёрстность разделяется на четыре основных типа:
- голые («пластилиновые», «резиновые») — полностью бесшёрстный кожный покров, горячий и липкий на ощупь (как резина или пластилин). Множественные складки на теле, особенно на голове, шее, в паху и на лапах. Чаще всего резиновые коты являются голорожденными. Наиболее ценные коты при разведении.
- флок — кожа животного покрыта очень короткими мягкими волосками, которые невооружённым глазом практически незаметны (напоминает опушённость персика). На ощупь кожа более нежная. Обычно к двум годам такие коты «раздеваются» полностью.
- велюр — волоски более длинные (2-3 мм) и заметные. С возрастом также могут пропадать. Названия флок и велюр произошли от названий тканей, тактильно напоминающих кожу этих котов.
- браш (англ. brush — щётка, щетинистый) — эти кошки имеют довольно длинную, жёсткую, извитую и редкую шерсть (как у старой щётки). Часто бывают участки облысения на голове, шее и поне. Такие представители не имеют фелинологической ценности, не получают титулы на выставках, хотя допускаются к экспертизе, однако используются в племенном разведении. Это обусловлено тем, что нельзя скрещивать двух голых животных, их котята вероятнее будут с большими мутациями и нежизнеспособны[источник не указан 592 дня].

Порода донской сфинкс имеет ряд принципиальных отличий от породы канадский сфинкс (SFX):
- у канадских сфинксов ген облысения — рецессивный.
- у канадских сфинксов усы короткие и обломанные, либо отсутствуют, тогда как у донских допускаются усы любых размеров и форм.

## Стандарт породы
Существует несколько вариантов[каких?] стандартов породы донской сфинкс.

## Особенности содержания
- Кошка теплолюбива, поэтому необходимо содержать её в теплом помещении. Уличное содержание исключено или крайне нежелательно.
- Из-за повышенной теплоотдачи донской сфинкс потребляет несколько большее количество пищи, чем другая кошка.
- Из-за отсутствия ресниц на глазах в конъюнктивальных мешках может скапливаться слизь, которую необходимо удалять чистой ватой или тканью.
- Купание можно заменить обтиранием.
- Кошка неконфликтна при содержании с детьми, с другими животными.
- Течки у кошек происходят относительно редко, коты «метят» редко. Не лишены боли после размножения как и у других бесшерстных.
- Отсутствует характерный запах, шерсть не остается на вещах.
- У людей, имеющих аллергию на кошачью шерсть, реакции на присутствие донских сфинксов отмечаются реже.
- Котята довольно легко приучаются к туалету.
- Многие сфинксы привыкают к одному хозяину и сохраняют преданность ему.
- Кошки обидчивы (но не злопамятны) и привязчивы, что требует от хозяина большего внимания к ним.
- Сфинксы очень общительные. Им требуется много внимания и ласки.
- Одна из любознательных пород кошек. Вынуть вещи из шкафа, затем кота из шкафа! Это про них.[стиль]